# Słowacja na Mistrzostwach Świata w Lekkoatletyce 2009
Słowacja na Mistrzostwach Świata w Lekkoatletyce 2009 – reprezentacja Słowacji podczas czempionatu w Berlinie liczyła 12 zawodników. Zdobyła 1 brązowy medal (Martina Hrašnová w rzucie młotem, a oprócz tego 1 miejsce punktowane (8. była Dana Velďáková w trójskoku).

## Medale
- Martina Hrašnová –  brązowy medal w rzucie młotem

## Występy reprezentantów Słowacji

### Mężczyźni
| Konkurencja   | Zawodnik       | Eliminacje | Eliminacje | Półfinał      | Półfinał      | Finał         | Finał         |
| Konkurencja   | Zawodnik       | Wynik      | Poz.       | Wynik         | Poz.          | Wynik         | Poz.          |
| ------------- | -------------- | ---------- | ---------- | ------------- | ------------- | ------------- | ------------- |
| Bieg na 800 m | Jozef Repčík   | 1:48,73    | 43         | Nie awansował | Nie awansował | Nie awansował | Nie awansował |
| Chód na 20 km | Matej Tóth     |            |            |               |               | 1:21:13       | 9.            |
| Chód na 50 km | Matej Tóth     |            |            |               |               | 3:48:35       | 10.           |
| Chód na 50 km | Miloš Bátovský |            |            |               |               | 3:59:39       | 24.           |

| Konkurencja | Zawodnik          | Kwalifikacje | Kwalifikacje | Finał         | Finał         |
| Konkurencja | Zawodnik          | Wynik        | Poz.         | Wynik         | Poz.          |
| ----------- | ----------------- | ------------ | ------------ | ------------- | ------------- |
| Skok wzwyż  | Peter Horák       | 2,20         | 27.          | Nie awansował | Nie awansował |
| Trójskok    | Dmitrij Vaľukevič | 16,96        | 12.          | 16,54         | 12.           |
| Rzut młotem | Libor Charfreitag | 76,29        | 10.          | 72,63         | 10.           |

### Kobiety
| Konkurencja   | Zawodniczka     | Eliminacje | Eliminacje | Półfinał | Półfinał | Finał          | Finał          |
| Konkurencja   | Zawodniczka     | Wynik      | Poz.       | Wynik    | Poz.     | Wynik          | Poz.           |
| ------------- | --------------- | ---------- | ---------- | -------- | -------- | -------------- | -------------- |
| Bieg na 800 m | Lucia Klocová   | 2:02,98    | 13.        | 2:01,56  | 17.      | Nie awansowała | Nie awansowała |
| Chód na 20 km | Zuzana Malíková |            |            |          |          | 1:37:47        | 26.            |
| Chód na 20 km | Mária Gáliková  |            |            |          |          | DQ             |                |

| Konkurencja | Zawodniczka      | Kwalifikacje | Kwalifikacje | Finał          | Finał          |
| Konkurencja | Zawodniczka      | Wynik        | Poz.         | Wynik          | Poz.           |
| ----------- | ---------------- | ------------ | ------------ | -------------- | -------------- |
| Skok w dal  | Jana Velďáková   | 6,16         | 32.          | Nie awansowała | Nie awansowała |
| Trójskok    | Dana Velďáková   | 14,25        | 9.           | 14,25          | 8.             |
| Rzut młotem | Martina Hrašnová | 71,50        | 7.           | 74,79          | 3.             |